# Segunda Categoría de Ecuador 2006
La Segunda Categoría 2006 fue la edición N.º 33 de la tercera división del fútbol ecuatoriano. Este torneo es el tercer escalafón en la pirámide del Fútbol Ecuatoriano por detrás de la Serie A y Serie B. Comenzó a disputarse el 5 de agosto de 2006 y finalizó el 17 de diciembre de ese mismo año y en el cual se daba 2 boletos para el Campeonato Ecuatoriano de Fútbol Serie B, esta sería la primera vez que el cuadro de Pastaza Moto Club jugaría en el cuadrangular final de ascenso, siendo este el primer cuadro de la región oriental en hacerlo.
El Brasilia lograría su primer título, mientras que el Municipal Cañar obtendría el subcampeonato.

## Sistema de campeonato
FASE PROVINCIAL (Primera Etapa)
- La Primera Fase estuvo formada por los Campeonatos provinciales organizados por cada Asociación de Fútbol (22 actualmente), los campeones y vicecampeones clasificaron al Zonal Regional.

FASE REGIONAL (Segunda Etapa)
- La Zona 1 estuvo integrada por los equipos de las provincias de: Cotopaxi, Imbabura y Pichincha.
- La Zona 2 estuvo integrada por los equipos de las provincias de: Pastaza, Bolívar, Tungurahua y Chimborazo .
- La Zona 3 estuvo integrada por los equipos de las provincias de:Loja, Azuay, Cañar y El Oro
- La Zona 4 estuvo integrada por los equipos de las provincias de:Los Ríos, Esmeraldas, Manabí y Guayas.

- Cada zona estuvo dividida en 2 Grupos a excepción de la Zona 1 que será de un grupo para dar un total de 7 grupos.
- Cada zona contó con dos representantes de cada provincia sin repetirse en el mismo grupo, y alternando un campeón y un subcampeón bajo sorteo previo.

FASE NACIONAL (Tercera Etapa)
- Un total de 6 clubes jugaron esta etapa.
- Los 6 primeros de cada grupo.
- Se jugaran encuentros de eliminación directa.
- Los equipos que ganen cada una de sus llaves eliminatorias se clasificaran al cuadrangular final.

FASE FINAL (Cuarta Etapa)
- Un total de 4 clubes jugaron esta etapa.
- El cuadrangular constó con partidos de ida y vuelta (6 fechas).
- El primero y el segundo equipo lograron el ascenso a la Serie B 2007.

## Equipos clasificados
| Asociación                                                              | Equipo                                  | Vía de clasificación                                                                                     |
| ----------------------------------------------------------------------- | --------------------------------------- | --- |
| Azuay 2 cupos                                                           | Tecni Club Liga de Cuenca               | Campeón de la Segunda Categoría de Azuay 2006 Subcampeón de la Segunda Categoría de Azuay 2006           |
| Bolívar 2 cupos                                                         | Unibolívar Río Chimbo                   | Campeón de la Segunda Categoría de Bolívar 2006 Subcampeón de la Segunda Categoría de Bolívar 2006       |
| Cañar 2 cupos                                                           | Municipal Cañar Deportivo Biblián       | Campeón de la Segunda Categoría de Cañar 2006 Subcampeón de la Segunda Categoría de Cañar 2006           |
| Chimborazo 2 cupos                                                      | Atlético Universitario Liga Politécnica | Campeón de la Segunda Categoría de Chimborazo 2006 Subcampeón de la Segunda Categoría de Chimborazo 2006 |
| Cotopaxi 2 cupos                                                        | Flamengo Alecus                         | Campeón de la Segunda Categoría de Cotopaxi 2006 Subcampeón de la Segunda Categoría de Cotopaxi 2006     |
| El Oro 2 cupos                                                          | Santa Rosa F. C. Huaquillas F. C.       | Campeón de la Segunda Categoría de El Oro 2006 Subcampeón de la Segunda Categoría de El Oro 2006         |
| [[Archivo:\|20x20px\|border\|Bandera de Esmeraldas]] Esmeraldas 2 cupos | 5 de Agosto Brasilia                    | Campeón de la Segunda Categoría de Esmeraldas 2006 Subcampeón de la Segunda Categoría de Esmeraldas 2006 |
| Guayas 2 cupos                                                          | Patria Fedeguayas                       | Campeón de la Segunda Categoría de Guayas 2006 Subcampeón de la Segunda Categoría de Guayas 2006         |
| Imbabura 2 cupos                                                        | Valle del Chota Deportivo Otavalo       | Campeón de la Segunda Categoría de Imbabura 2006 Subcampeón de la Segunda Categoría de Imbabura 2006     |
| Loja 2 cupos                                                            | UTPL Zaragoza F. C.                     | Campeón de la Segunda Categoría de Loja 2006 Subcampeón de la Segunda Categoría de Loja 2006             |
| Los Ríos 2 cupos                                                        | Venecia Segundo Hoyos Jácome            | Campeón de la Segunda Categoría de Los Ríos 2006 Subcampeón de la Segunda Categoría de Los Ríos 2006     |
| Manabí 2 cupos                                                          | Grecia Politécnico de Manabí            | Campeón de la Segunda Categoría de Manabí 2006 Subcampeón de la Segunda Categoría de Manabí 2006         |
| Pastaza 2 cupos                                                         | Pastaza Moto Club Cumandá               | Campeón de la Segunda Categoría de Pastaza 2006 Subcampeón de la Segunda Categoría de Pastaza 2006       |
| [[Archivo:\|20x20px\|border\|Bandera de Pichincha]] Pichincha 2 cupos   | UTE C. S. Santo Domingo                 | Campeón de la Segunda Categoría de Pichincha 2006 Subcampeón de la Segunda Categoría de Pichincha 2006   |
| Tungurahua 2 cupos                                                      | Deportivo Cevallos Tungurahua S. C.     | Campeón de la Segunda Categoría de Tungurahua 2006 Subcampeón de la Segunda Categoría de Tungurahua 2006 |

## Zona 1

### Grupo A
Los equipos de Cotopaxi, Imbabura y Pichincha.
| Pos | Equipo            | Pts | PJ | G | E | P | GF | GC | Dif |
| --- | ----------------- | --- | -- | - | - | - | -- | -- | --- |
| 1°  | Valle del Chota   | 16  | 10 | 4 | 4 | 2 | 9  | 1  | +8  |
| 2°  | Santo Domingo     | 15  | 10 | 4 | 3 | 3 | 6  | 2  | +4  |
| 3°  | Flamengo          | 14  | 10 | 4 | 2 | 4 | 2  | 8  | -6  |
| 4°  | Alecus            | 11  | 10 | 3 | 2 | 5 | 1  | 9  | -8  |
| 5°  | UTE               | 8   | 9  | 2 | 2 | 5 | 1  | 15 | -14 |
| 6°  | Deportivo Otavalo | 8   | 9  | 3 | 5 | 1 | 1  | 16 | -15 |

|  | Clasifica a la siguiente fase |

### Partidos y resultados
| Fecha 1           | Fecha 1   | Fecha 1          |
| Equipo Local      | Resultado | Equipo Visitante |
| ----------------- | --------- | ---------------- |
| Flamengo          | 1-0       | Sto. Domingo     |
| Deportivo Otavalo | 0-1       | UTE              |
| Valle del Chota   | 1-0       | Alecus           |

| Fecha 2      | Fecha 2   | Fecha 2           |
| Equipo Local | Resultado | Equipo Visitante  |
| ------------ | --------- | ----------------- |
| Alecus       | 0-1       | Deportivo Otavalo |
| UTE          | 0-1       | Flamengo          |
| Sto. Domingo | 1-1       | Valle del Chota   |

| Fecha 3         | Fecha 3   | Fecha 3           |
| Equipo Local    | Resultado | Equipo Visitante  |
| --------------- | --------- | ----------------- |
| Flamengo        | 0-1       | Alecus            |
| Valle del Chota | 1-1       | Deportivo Otavalo |
| Sto. Domingo    | 1-0       | UTE               |

| Fecha 4           | Fecha 4   | Fecha 4          |
| Equipo Local      | Resultado | Equipo Visitante |
| ----------------- | --------- | ---------------- |
| Alecus            | 3-2       | Sto. Domingo     |
| Deportivo Otavalo | 3-3       | Flamengo         |
| UTE               | 0-1       | Valle del Chota  |

| Fecha 5      | Fecha 5   | Fecha 5           |
| Equipo Local | Resultado | Equipo Visitante  |
| ------------ | --------- | ----------------- |
| Alecus       | 1-1       | UTE               |
| Sto. Domingo | 3-1       | Deportivo Otavalo |
| Flamengo     | 2-1       | Valle del Chota   |

| Fecha 6           | Fecha 6   | Fecha 6          |
| Equipo Local      | Resultado | Equipo Visitante |
| ----------------- | --------- | ---------------- |
| Deportivo Otavalo | 2-1       | Sto. Domingo     |
| UTE               | 3-1       | Alecus           |
| Flamengo          | 0-1       | Valle del Chota  |

| Fecha 7           | Fecha 7   | Fecha 7          |
| Equipo Local      | Resultado | Equipo Visitante |
| ----------------- | --------- | ---------------- |
| Valle del Chota   | 2-0       | UTE              |
| Sto. Domingo      | 2-1       | Alecus           |
| Deportivo Otavalo | 0-1       | Flamengo         |

| Fecha 8           | Fecha 8   | Fecha 8          |
| Equipo Local      | Resultado | Equipo Visitante |
| ----------------- | --------- | ---------------- |
| Deportivo Otavalo | 0-0       | Valle del Chota  |
| UTE               | 0-1       | Sto. Domingo     |
| Alecus            | 0-1       | Flamengo         |

| Fecha 9           | Fecha 9   | Fecha 9          |
| Equipo Local      | Resultado | Equipo Visitante |
| ----------------- | --------- | ---------------- |
| Deportivo Otavalo | 2-2       | Alecus           |
| Valle del Chota   | 0-0       | Sto. Domingo     |
| Flamengo          | 0-2       | UTE              |

| Fecha 10     | Fecha 10   | Fecha 10          |
| Equipo Local | Resultado  | Equipo Visitante  |
| ------------ | ---------- | ----------------- |
| Alecus       | 2-1        | Valle del Chota   |
| Sto. Domingo | 1-1        | Flamengo          |
| UTE          | No se jugó | Deportivo Otavalo |

## Zona 2

### Grupo B
Los equipos de Bolívar y Pastaza.
| Pos | Equipo            | Pts | PJ | G | E | P | GF | GC | Dif |
| --- | ----------------- | --- | -- | - | - | - | -- | -- | --- |
| 1°  | Pastaza Moto Club | 14  | 6  | 4 | 2 | 0 | 6  | 21 | +15 |
| 2°  | Unibolívar        | 13  | 6  | 4 | 1 | 1 | 6  | 1  | +5  |
| 3°  | Cumandá           | 7   | 6  | 2 | 1 | 3 | 2  | 18 | -16 |
| 4°  | Río Chimbo        | 0   | 6  | 0 | 0 | 6 | 1  | 25 | -24 |

|  | Clasifica a la siguiente fase |

### Partidos y resultados
| Fecha 1      | Fecha 1   | Fecha 1           |
| Equipo Local | Resultado | Equipo Visitante  |
| ------------ | --------- | ----------------- |
| Río Chimbo   | 1-2       | Pastaza Moto Club |
| Cumandá      | 1-2       | Unibolívar        |

| Fecha 2           | Fecha 2   | Fecha 2          |
| Equipo Local      | Resultado | Equipo Visitante |
| ----------------- | --------- | ---------------- |
| Río Chimbo        | 0-3       | Cumandá          |
| Pastaza Moto Club | 0-0       | Unibolívar       |

| Fecha 3      | Fecha 3   | Fecha 3           |
| Equipo Local | Resultado | Equipo Visitante  |
| ------------ | --------- | ----------------- |
| Unibolívar   | 1-0       | Río Chimbo        |
| Cumandá      | 1-4       | Pastaza Moto Club |

| Fecha 4           | Fecha 4   | Fecha 4          |
| Equipo Local      | Resultado | Equipo Visitante |
| ----------------- | --------- | ---------------- |
| Río Chimbo        | 2-5       | Unibolívar       |
| Pastaza Moto Club | 0-0       | Cumandá          |

| Fecha 5      | Fecha 5   | Fecha 5           |
| Equipo Local | Resultado | Equipo Visitante  |
| ------------ | --------- | ----------------- |
| Unibolívar   | 2-4       | Pastaza Moto Club |
| Cumandá      | 4-0       | Río Chimbo        |

| Fecha 6           | Fecha 6   | Fecha 6          |
| Equipo Local      | Resultado | Equipo Visitante |
| ----------------- | --------- | ---------------- |
| Pastaza Moto club | 4-2       | Río Chimbo       |
| Unibolívar        | 2-1       | Cumandá          |

### Grupo C
Los equipos de Chimborazo y Tungurahua.
| Pos | Equipo                 | Pts | PJ | G | E | P | GF | GC | Dif |
| --- | ---------------------- | --- | -- | - | - | - | -- | -- | --- |
| 1°  | Tungurahua             | 11  | 6  | 3 | 2 | 1 | 9  | 1  | +8  |
| 2°  | Liga Politécnica       | 10  | 6  | 3 | 1 | 2 | 6  | 2  | +4  |
| 3°  | Atlético Universitario | 6   | 5  | 2 | 0 | 3 | 2  | 8  | -6  |
| 4°  | Deportivo Cevallos     | 4   | 5  | 1 | 1 | 3 | 1  | 5  | -4  |

|  | Clasifica a la siguiente fase |

### Partidos y resultados
| Fecha 1            | Fecha 1   | Fecha 1                |
| Equipo Local       | Resultado | Equipo Visitante       |
| ------------------ | --------- | ---------------------- |
| Liga Politécnica   | 1-1       | Tungurahua SC          |
| Deportivo Cevallos | 1-0       | Atlético Universitario |

| Fecha 2          | Fecha 2   | Fecha 2                |
| Equipo Local     | Resultado | Equipo Visitante       |
| ---------------- | --------- | ---------------------- |
| Liga Politécnica | 2-0       | Deportivo Cevallos     |
| Tungurahua SC    | 2-1       | Atlético Universitario |

| Fecha 3                | Fecha 3   | Fecha 3          |
| Equipo Local           | Resultado | Equipo Visitante |
| ---------------------- | --------- | ---------------- |
| Atlético universitario | 0-3       | Liga Politécnica |
| Deportivo Cevallos     | 0-2       | Tungurahua SC    |

| Fecha 4          | Fecha 4   | Fecha 4                |
| Equipo Local     | Resultado | Equipo Visitante       |
| ---------------- | --------- | ---------------------- |
| Liga Politécnica | 0-1       | Atlético Universitario |
| Tungurahua SC    | 2-2       | Deportivo Cevallos     |

| Fecha 5                | Fecha 5   | Fecha 5          |
| Equipo Local           | Resultado | Equipo Visitante |
| ---------------------- | --------- | ---------------- |
| Atlético Universitario | 3-0       | Tungurahua SC    |
| Deportivo Cevallos     | 1-4       | Liga Politécnica |

| Fecha 6                | Fecha 6    | Fecha 6            |
| Equipo Local           | Resultado  | Equipo Visitante   |
| ---------------------- | ---------- | ------------------ |
| Tungurahua SC          | 2-0        | Liga Politécnica   |
| Atlético Universitario | No se jugó | Deportivo Cevallos |

## Zona 3

### Grupo D
Los equipos de Cañar y El Oro.
| Pos | Equipo            | Pts | PJ | G | E | P | GF | GC | Dif |
| --- | ----------------- | --- | -- | - | - | - | -- | -- | --- |
| 1°  | Municipal Cañar   | 12  | 6  | 4 | 0 | 2 | 6  | 21 | +15 |
| 2°  | Santa Rosa        | 11  | 6  | 3 | 2 | 1 | 6  | 1  | +5  |
| 3°  | Huaquillas        | 8   | 5  | 2 | 2 | 1 | 2  | 18 | -16 |
| 4°  | Deportivo Biblián | 0   | 5  | 0 | 0 | 5 | 1  | 25 | -24 |

|  | Clasifica a la siguiente fase |

### Partidos y resultados
| Fecha 1           | Fecha 1   | Fecha 1          |
| Equipo Local      | Resultado | Equipo Visitante |
| ----------------- | --------- | ---------------- |
| Deportivo Biblián | 0-2       | Huaquillas FC    |
| Santa Rosa FC     | 1-0       | Municipal Cañar  |

| Fecha 2           | Fecha 2   | Fecha 2          |
| Equipo Local      | Resultado | Equipo Visitante |
| ----------------- | --------- | ---------------- |
| Deportivo Biblián | 0-1       | Santa Rosa Fc    |
| Huaquillas FC     | 2-0       | Municipal Cañar  |

| Fecha 3         | Fecha 3   | Fecha 3           |
| Equipo Local    | Resultado | Equipo Visitante  |
| --------------- | --------- | ----------------- |
| Municipal Cañar | 3-1       | Deportivo Biblián |
| Santa Rosa FC   | 0-0       | Huaquillas FC     |

| Fecha 4           | Fecha 4   | Fecha 4          |
| Equipo Local      | Resultado | Equipo Visitante |
| ----------------- | --------- | ---------------- |
| Deportivo Biblián | 0-1       | Municipal Cañar  |
| Huaquillas FC     | 0-0       | Santa Rosa FC    |

| Fecha 5         | Fecha 5   | Fecha 5           |
| Equipo Local    | Resultado | Equipo Visitante  |
| --------------- | --------- | ----------------- |
| Municipal Cañar | 4-1       | Huaquillas FC     |
| Santa Rosa FC   | 11-1      | Deportivo Biblián |

| Fecha 6         | Fecha 6    | Fecha 6           |
| Equipo Local    | Resultado  | Equipo Visitante  |
| --------------- | ---------- | ----------------- |
| Huaquillas FC   | No se jugó | Deportivo Biblián |
| Municipal Cañar | 3-0        | Santa Rosa FC     |

### Grupo E
Los equipos de Azuay y Loja.
| Pos | Equipo         | Pts | PJ | G | E | P | GF | GC | Dif |
| --- | -------------- | --- | -- | - | - | - | -- | -- | --- |
| 1°  | Liga de Cuenca | 16  | 6  | 5 | 1 | 0 | 9  | 1  | +8  |
| 2°  | Tecni Club     | 10  | 6  | 3 | 1 | 2 | 6  | 2  | +4  |
| 3°  | UTPL           | 9   | 6  | 3 | 0 | 3 | 2  | 8  | -6  |
| 4°  | Zaragoza       | 0   | 6  | 0 | 0 | 6 | 1  | 5  | -4  |

|  | Clasifica a la siguiente fase |

### Partidos y resultados
| Fecha 1      | Fecha 1   | Fecha 1          |
| Equipo Local | Resultado | Equipo Visitante |
| ------------ | --------- | ---------------- |
| Tecni Club   | 7-1       | UTPL             |
| Zaragoza     | 1-3       | Liga de Cuenca   |

| Fecha 2        | Fecha 2   | Fecha 2          |
| Equipo Local   | Resultado | Equipo Visitante |
| -------------- | --------- | ---------------- |
| Liga de Cuenca | 2-1       | UTPL             |
| Zaragoza       | 1-2       | Tecni Club       |

| Fecha 3      | Fecha 3   | Fecha 3          |
| Equipo Local | Resultado | Equipo Visitante |
| ------------ | --------- | ---------------- |
| Tecni Club   | 0-2       | Liga de Cuenca   |
| UTPL         | 2-0       | Zaragoza         |

| Fecha 4        | Fecha 4   | Fecha 4          |
| Equipo Local   | Resultado | Equipo Visitante |
| -------------- | --------- | ---------------- |
| Liga de Cuenca | 2-2       | Tecni Club       |
| Zaragoza       | 0-9       | UTPL             |

| Fecha 5      | Fecha 5   | Fecha 5          |
| Equipo Local | Resultado | Equipo Visitante |
| ------------ | --------- | ---------------- |
| Tecni Club   | 7-1       | Zaragoza         |
| UTPL         | 0-2       | Liga de Cuenca   |

| Fecha 6        | Fecha 6   | Fecha 6          |
| Equipo Local   | Resultado | Equipo Visitante |
| -------------- | --------- | ---------------- |
| Liga de Cuenca | 11-0      | Zaragoza         |
| UTPL           | 4-2       | Tecni Club       |

## Zona 4

### Grupo F
Los equipos de Guayas y Esmeraldas.
| Pos | Equipo      | Pts | PJ | G | E | P | GF | GC | Dif |
| --- | ----------- | --- | -- | - | - | - | -- | -- | --- |
| 1°  | Brasilia    | 11  | 6  | 3 | 2 | 1 | 13 | 4  | +6  |
| 2°  | Patria      | 9   | 6  | 2 | 3 | 1 | 6  | 2  | +4  |
| 3°  | Fedeguayas  | 9   | 6  | 2 | 3 | 1 | 2  | 8  | -6  |
| 4°  | 5 de Agosto | -4  | 6  | 0 | 2 | 4 | 1  | 5  | -4  |

|  | Clasifica a la siguiente fase |

### Partidos y resultados
| Fecha 1      | Fecha 1   | Fecha 1          |
| Equipo Local | Resultado | Equipo Visitante |
| ------------ | --------- | ---------------- |
| 5 de Agosto  | 1-1       | Fedeguayas       |
| Patria       | 0-0       | Brasilia         |

| Fecha 2      | Fecha 2   | Fecha 2          |
| Equipo Local | Resultado | Equipo Visitante |
| ------------ | --------- | ---------------- |
| Fedeguayas   | 3-1       | Brasilia         |
| 5 de Agosto  | 0-1       | Patria           |

| Fecha 3      | Fecha 3   | Fecha 3          |
| Equipo Local | Resultado | Equipo Visitante |
| ------------ | --------- | ---------------- |
| Patria       | 2-2       | Fedeguayas       |
| Brasilia     | 2-0       | 5 de Agosto      |

| Fecha 4      | Fecha 4   | Fecha 4          |
| Equipo Local | Resultado | Equipo Visitante |
| ------------ | --------- | ---------------- |
| Fedeguayas   | 1-0       | Patria           |
| 5 de Agosto  | 0-1       | Brasilia         |

| Fecha 5      | Fecha 5   | Fecha 5          |
| Equipo Local | Resultado | Equipo Visitante |
| ------------ | --------- | ---------------- |
| Brasilia     | 3-0       | Fedeguayas       |
| Patria       | 4-0       | 5 de Agosto      |

| Fecha 6      | Fecha 6   | Fecha 6          |
| Equipo Local | Resultado | Equipo Visitante |
| ------------ | --------- | ---------------- |
| Brasilia     | 2-2       | Patria           |
| Fedeguayas   | 3-3       | 5 de Agosto      |

### Grupo G
Los equipos de Manabí y Los Ríos.
| Pos | Equipo               | Pts | PJ | G | E | P | GF | GC | Dif |
| --- | -------------------- | --- | -- | - | - | - | -- | -- | --- |
| 1°  | Venecia              | 10  | 6  | 3 | 3 | 1 | 13 | 4  | +6  |
| 2°  | Grecia               | 10  | 6  | 3 | 3 | 1 | 6  | 2  | +4  |
| 3°  | Politécnico          | 8   | 6  | 2 | 2 | 2 | 2  | 8  | -6  |
| 4°  | Segundo Hoyos Jácome | 5   | 6  | 1 | 2 | 3 | 1  | 5  | -4  |

|  | Clasifica a la siguiente fase |

### Partidos y resultados
| Fecha 1              | Fecha 1   | Fecha 1          |
| Equipo Local         | Resultado | Equipo Visitante |
| -------------------- | --------- | ---------------- |
| Segundo Hoyos Jacome | 0-0       | Politécnico      |
| Grecia               | 1-1       | Venecia          |

| Fecha 2      | Fecha 2   | Fecha 2              |
| Equipo Local | Resultado | Equipo Visitante     |
| ------------ | --------- | -------------------- |
| Venecia      | 2-0       | Politécnico          |
| Grecia       | 2-0       | Segundo Hoyos jacome |

| Fecha 3              | Fecha 3   | Fecha 3          |
| Equipo Local         | Resultado | Equipo Visitante |
| -------------------- | --------- | ---------------- |
| Segundo Hoyos Jacome | 2-1       | Venecia          |
| Politécnico          | 1-0       | Grecia           |

| Fecha 4      | Fecha 4   | Fecha 4              |
| Equipo Local | Resultado | Equipo Visitante     |
| ------------ | --------- | -------------------- |
| Venecia      | 4-0       | Segundo Hoyos Jacome |
| Grecia       | 1-0       | Politécnico          |

| Fecha 5              | Fecha 5   | Fecha 5          |
| Equipo Local         | Resultado | Equipo Visitante |
| -------------------- | --------- | ---------------- |
| Segundo Hoyos Jacome | 3-3       | Grecia           |
| Politécnico          | 3-0       | Venecia          |

| Fecha 6      | Fecha 6   | Fecha 6              |
| Equipo Local | Resultado | Equipo Visitante     |
| ------------ | --------- | -------------------- |
| Venecia      | 2-1       | Grecia               |
| Politécnico  | 2-0       | Segundo Hoyos Jacome |

## Segunda fase
Clasificados como primeros (Ganadores de cada grupo)
- Pastaza Moto Club

- Tungurahua Sporting Club

- Club Deportivo Municipal Cañar

- Liga Deportiva Universitaria de Cuenca

- Club Social, Cultural y Deportivo Brasilia

- Club Sport Venecia

### Partidos y resultados
| Ida               | Ida       | Ida              |
| Equipo Local      | Resultado | Equipo Visitante |
| ----------------- | --------- | ---------------- |
| Pastaza Moto Club | 1-1       | Tungurahua SC    |
| Municipal Cañar   | 3-1       | Liga de Cuenca   |
| Brasilia          | 1-1       | Venecia          |

| Vuelta         | Vuelta    | Vuelta            |
| Equipo Local   | Resultado | Equipo Visitante  |
| -------------- | --------- | ----------------- |
| Tungurahua SC  | 2-2       | Pastaza Moto Club |
| Liga de Cuenca | 1-0       | Municipal Cañar   |
| Venecia        | 2-2       | Brasilia          |

## Equipos clasificados a la fase final (cuadrangular final)
Clasificado como primero (ganador del grupo A)
- Club Deportivo Valle del Chota

Ganadores de la 2.ª fase
- Pastaza Moto Club
- Club Deportivo Municipal Cañar
- Club Social, Cultural y Deportivo Brasilia

## Cuadrangular final
| Pos | Equipo            | Pts | PJ | G | E | P | GF | GC | Dif |
| --- | ----------------- | --- | -- | - | - | - | -- | -- | --- |
| 1°  | Brasilia          | 10  | 6  | 3 | 1 | 2 | 6  | 1  | +5  |
| 2°  | Municipal Cañar   | 8   | 6  | 2 | 2 | 2 | 6  | 1  | +5  |
| 3°  | Pastaza Moto Club | 8   | 6  | 2 | 2 | 2 | 2  | 8  | -6  |
| 4°  | Valle del Chota   | 7   | 6  | 2 | 1 | 3 | 1  | 5  | -4  |

|  | Ascendidos a la Serie B 2007 |

### Partidos y resultados
| Fecha 1           | Fecha 1   | Fecha 1          |
| Equipo Local      | Resultado | Equipo Visitante |
| ----------------- | --------- | ---------------- |
| Valle del Chota   | 1-1       | Municipal Cañar  |
| Pastaza Moto Club | 1-1       | Brasilia         |

| Fecha 2         | Fecha 2   | Fecha 2           |
| Equipo Local    | Resultado | Equipo Visitante  |
| --------------- | --------- | ----------------- |
| Brasilia        | 1-0       | Valle del Chota   |
| Municipal Cañar | 2-2       | Pastaza Moto Club |

| Fecha 3           | Fecha 3   | Fecha 3          |
| Equipo Local      | Resultado | Equipo Visitante |
| ----------------- | --------- | ---------------- |
| Municipal Cañar   | 5-0       | Brasilia         |
| Pastaza Moto Club | 2-1       | Valle del Chota  |

| Fecha 4         | Fecha 4   | Fecha 4           |
| Equipo Local    | Resultado | Equipo Visitante  |
| --------------- | --------- | ----------------- |
| Brasilia        | 1-0       | Municipal Cañar   |
| Valle del Chota | 4-0       | Pastaza Moto Club |

| Fecha 5           | Fecha 5   | Fecha 5          |
| Equipo Local      | Resultado | Equipo Visitante |
| ----------------- | --------- | ---------------- |
| Valle del Chota   | 1-0       | Brasilia         |
| Pastaza Moto Club | 2-0       | Municipal Cañar  |

| Fecha 6         | Fecha 6   | Fecha 6           |
| Equipo Local    | Resultado | Equipo Visitante  |
| --------------- | --------- | ----------------- |
| Brasilia        | 3-2       | Pastaza Moto Club |
| Municipal Cañar | 2-1       | Valle del Chota   |

### Campeón
|                                                    |
|                                                    |
| Brasilia 1.er título Ascendió a la Serie B         |
| También ascendió Municipal Cañar como vicecampeón. |